# Natura
Natura Cosméticos S.A. (phát âm tiếng Bồ Đào Nha: [nɐˈtuɾɐ kozˈmɛtʃikus]) hay đơn giản Natura là một nhà sản xuất và tiếp thị của Brazil, chuyên về sản phẩm làm đẹp, gia đình và chăm sóc cá nhân, dưỡng da, bộ lọc năng lượng mặt trời, mỹ phẩm, nước hoa và dưỡng tóc. Công ty bán sản phẩm có đại diện và hơn 3200 cửa hàng ở nhiều nước trên thế giới. Công ty được thành lập vào năm 1969 bởi Luiz Seabra và trở thành một công ty đại chúng được niêm yết trên sàn chứng khoán São Paulo vào năm 2004. Hiện công ty này là công ty lớn nhất của Brazil về doanh thu. Công ty này thuộc sở hữu của tỷ phú người Brazil Antônio Luiz Seabra và Guilherme Peirão Leal.

## Lịch sử
Vào năm 1974, Natura đã thông qua bán hàng trực tiếp làm mô hình bán hàng. Vào năm 2017, đã có hơn 1,8 triệu "cố vấn" (đại lý) trải rộng khắp Argentina, Brazil, Chile, Colombia, Pháp, Mexico, Peru và từ năm 2006 vượt qua doanh thu của Avon ở Brazil.
Natura là một thành viên sáng lập của Liên hiệp về Thương mại Y tế Đạo đức, dần dần đảm bảo rằng các hoạt động tìm nguồn cung ứng thúc đẩy việc bảo tồn đa dạng sinh học, tôn trọng tri thức truyền thống và đảm bảo chia sẻ công bằng lợi ích trong suốt chuỗi cung ứng. Trong các bước phát triển và sản xuất mỹ phẩm, Natura không thí nghiệm trên động vật và tuân thủ tiêu chuẩn an toàn quốc tế nghiêm ngặt nhất.
Là công ty đại chúng kể từ năm 2004, cổ phiếu của công ty được niêm yết trên Novo Mercado (mức cao nhất về quản trị doanh nghiệp hoặc Sàn Giao dịch Chứng khoán Ibovespa). Hoạt động của Natura trong năm 2007 cho thấy tổng doanh thu hợp nhất là R$ 4,3 tỷ, tăng 10,6% so với năm trước. Thu nhập ròng hợp nhất là R$ 462,3 triệu, tạo ra lợi nhuận trên vốn cổ phần của cổ đông đang mở 72,1%.
Năm 2005, công ty mở cửa hàng đầu tiên ở Paris, Pháp. Tại Brazil, các đối thủ cạnh tranh chính của Natura là O Boticário, Jequiti và công ty Avon của Mỹ.

## Mô hình kinh doanh
Natura thúc đẩy hình ảnh công ty thân thiện với sinh thái, bền vững (sử dụng sản phẩm tự nhiên, hướng tới môi trường bền vững và hỗ trợ xã hội...). Công ty cũng sử dụng phụ nữ bình thường chứ không phải siêu mẫu trong các quảng cáo.
Natura hoạt động với mô hình bán hàng trực tiếp. Kênh bán hàng tăng trưởng 16,4% trong năm 2007, đạt hơn 718.000 cố vấn. Công ty cũng khuyến khích phát triển cá nhân, tư vấn vật chất và chuyên nghiệp và cố vấn.